# Jordan Pierre-Charles
Jordan Pierre-Charles, né le 26 novembre 1993 à Levallois-Perret, est un footballeur international martiniquais. Il évolue actuellement au poste d'arrière gauche.

## Biographie

### Début en National
Jordan Pierre-Charles est originaire de Levallois-Perret , lui et son frère jumeau Willem ont toujours rêvé de devenir footballeurs professionnels. Il passe par le centre de formation du Paris SG. Après une saison à l'Entente Sannois Saint-Gratien, il rejoint l'Amiens SC en 2010. Il fait ses débuts en National le 23 novembre 2012 face au Stade athlétique spinalien. Il rejoint ensuite le SR Colmar qui évolue également en National.

### Découverte de la Ligue 2
En juin 2016, il quitte Colmar pour rejoindre l'AC Ajaccio qui évolue en Ligue 2. Il découvre ainsi le monde professionnel après quatre saisons en National. Le 14 octobre 2016, il marque son premier sous ses nouvelles couleurs et donne la victoire un but à zéro à son équipe face au Stade de Reims. Il est titulaire indiscutable lors de la première partie de saison en jouant seize matchs, avant de perdre sa place lors de la phase retour où il ne participe qu'à cinq rencontres.
Le 16 juin 2017, il s'engage avec le Valenciennes FC pour deux saisons, après avoir été libéré de sa dernière année de contrat par l'AC Ajaccio. Il joue son premier match le 28 juillet 2017 lors de la 1re journée de championnat de Ligue 2 face au Gazélec Ajaccio. Le 25 octobre 2017, il inscrit son premier but pour le VAFC lors des 16e de finale de la Coupe de la Ligue face au Lille OSC.
Le 7 janvier 2018, après seulement six mois à Valenciennes, il est libéré de son contrat et s'engage avec Bourg-en-Bresse 01.

### Retour en National
En fin de saison, le club est rétrogradé en National. Il décide cependant de rester au club et fait la saison suivante, la meilleure saison de sa carrière avec dix buts marqués en championnat et douze toutes compétitions confondues.
Il quitte le club en fin de saison 2018-2019 et rejoint l'AS Lyon-la Duchère où il passe deux saisons.
Il s'engage avec Chambly lors du mercato estival de 2021 et réalise un début de saison tonitruant en inscrivant deux buts pour trois passes décisives en seulement quatre matchs, le plaçant au premier rang des défenseurs les plus décisifs de National.
En fin de saison, il quitte le club est rejoint le Stade briochin.

### Fin de carrière en amateur
En décembre 2022, après seulement quelques mois et huit matchs joués, il quitte le club et rejoint l'Union Saint-Carreuc Hénon, club amateur qui évolue en Départemental 1 et où joue son frère jumeau. Il aide le club à être promu en Régional 3 en terminant champion de Départemental 1.
Après une saison et demi au club, il rejoint le FC Plérin, club de Régional 3 pour y prendre le poste d'entraineur joueur avec son frère.

### En sélection
En mars 2022, Jordan Pierre-Charles est appelé pour la première fois avec la sélection de Martinique et est titulaire en match amical contre la Guadeloupe.
Il revient avec la sélection en juin suivant pour deux matchs de Ligue des nations contre le Panama et le Costa Rica.

## Statistiques
| Saison                | Club                  | Championnat           | Championnat | Championnat | Coupe nationale | Coupe nationale | Coupe de la Ligue | Coupe de la Ligue | Total | Total |
| Saison                | Club                  | Division              | M.          | B.          | M.              | B.              | M.                | B.                | M.    | B.    |
| 2012-2013             | Amiens SC             | National              | 16          | 1           | -               | -               | -                 | -                 | 16    | 1     |
| 2013-2014             | Amiens SC             | National              | 10          | 0           | 2               | 0               | 2                 | 0                 | 14    | 0     |
| Sous-total            | Sous-total            | Sous-total            | 26          | 1           | 2               | 0               | 2                 | 0                 | 30    | 1     |
| 2014-2015             | SR Colmar             | National              | 19          | 0           | 2               | 0               | -                 | -                 | 21    | 0     |
| 2015-2016             | SR Colmar             | National              | 32          | 0           | 3               | 0               | -                 | -                 | 35    | 0     |
| Sous-total            | Sous-total            | Sous-total            | 51          | 0           | 5               | 0               | -                 | -                 | 56    | 0     |
| 2016-2017             | AC Ajaccio            | Ligue 2               | 21          | 1           | 2               | 0               | 1                 | 0                 | 24    | 1     |
| 2017-2018             | Valenciennes FC       | Ligue 2               | 11          | 0           | 1               | 0               | 2                 | 1                 | 14    | 1     |
| 2017-2018             | Bourg-en-Bresse 01    | Ligue 2               | 18+1        | 1           | 2               | 0               | -                 | -                 | 21    | 1     |
| 2018-2019             | Bourg-en-Bresse 01    | National              | 30          | 10          | 3               | 2               | 1                 | 0                 | 34    | 12    |
| Sous-total            | Sous-total            | Sous-total            | 49          | 11          | 5               | 2               | 1                 | 0                 | 55    | 13    |
| 2019-2020             | SC Lyon               | National              | 21          | 3           | 1               | 0               | -                 | -                 | 22    | 3     |
| 2020-2021             | SC Lyon               | National              | 16          | 3           | 1               | 1               | -                 | -                 | 17    | 4     |
| Sous-total            | Sous-total            | Sous-total            | 37          | 6           | 2               | 1               | -                 | -                 | 39    | 7     |
| 2021-2022             | FC Chambly            | National              | 26          | 4           | 3               | 0               | -                 | -                 | 29    | 4     |
| 2022-2023             | Stade briochin        | National              | 7           | 0           | 1               | 0               | -                 | -                 | 8     | 0     |
| Total sur la carrière | Total sur la carrière | Total sur la carrière | 228         | 23          | 21              | 3               | 6                 | 1                 | 255   | 27    |